# إدوار فيليب
إدوار فيليب أو إدوارد فيليب (بالفرنسية: Édouard Philippe) ولد في 28 نوفمبر 1970 في روان، هو سياسي فرنسي.

عينه الرئيس إيمانويل ماكرون - بعد يوم واحد من تنصيبه رئيساً للجمهورية الفرنسية - كأول رئيس لوزراء فرنسا في ولايته في 15 مايو 2017.
 وشكّل ما أطلق عليها حكومة إدوارد فيليب في عام 2017 وهي الحكومة الأربعون للجمهورية الفرنسية الخامسة.
بدأ نشاطه الحزبي عندما كان طالبًا مع الحزب الاشتراكي في التسعينيات، قبل أن ينضمَّ في 2002 إلى الحزب اليميني الاتحاد من أجل حركة شعبية الذي أصبح في 2015 حزب الجمهوريون.

## الدراسة
تخرج من معهد الدراسات السياسية بباريس (قسم الخدمات العامة، دورة 1992) وكان طالباً سابقاً في المدرسة الوطنية للإدارة (دورة مارك بلوك، 1995-1997) ، وبدأ حياته المهنية في مجلس الدولة الفرنسي في عام 1997. وهو متخصص في حقوق الشراء.

## انتخابات 2017
خلال الانتخابات الانتخابات الرئاسية الفرنسية 2017 كان جزءاً من فريق حملة ألان جوبيه عندما كان مرشحاً للانتخابات التمهيدية الرئاسية في عام 2016 وكان المتحدث باسمه.
في كانون الأول / يونيو 2016، شارك في اجتماع مجموعة بيلدربيرغ.
في يوم 2 آذار / مارس عام 2017، وبعد قضية فرانسوا فيون، غادر إدوار فيليب فريق حملة فرانسوا فيون للانتخابات الرئاسية.
من أجل رفض قانون الولاية المزدوجة، تخلى عن الترشح للانتخابات البرلمانية في 2017. في أيار / مايو 2017، رُشِّحَ ليصبح رئيساً للوزراء مع الرئيس الجديد إيمانويل ماكرون.
وعينه الرئيس إيمانويل ماكرون مباشرة في هذا المنصب في اليوم التالي لتنصيبه، وأعلنت حكومة إدوار فيليب في 17 مايو من عام 2017، وهي الحكومة الأربعين للجمهورية الفرنسية الخامسة، وخلفتها حكومة إدوار فيليب الثانية منذ 19 يونيو 2017، وهي الحكومة الواحدة والأربعين للجمهورية الفرنسية الخامسة.

## استقالته
قدم إدوار استقالة حكومته في 3 يوليو 2020 للرئيس إيمانويل ماكرون، على أن تقوم الحكومة بتسيير الأعمال حتى تشكيل حكومة جديدة.

## روابط خارجية
- إدوار فيليب على موقع IMDb (الإنجليزية)
- إدوار فيليب على موقع مونزينجر (الألمانية)
- إدوار فيليب على موقع قاعدة بيانات الفيلم (الإنجليزية)
- إدوار فيليب على موقع كينوبويسك (الروسية)